# Dauphin (Adel)

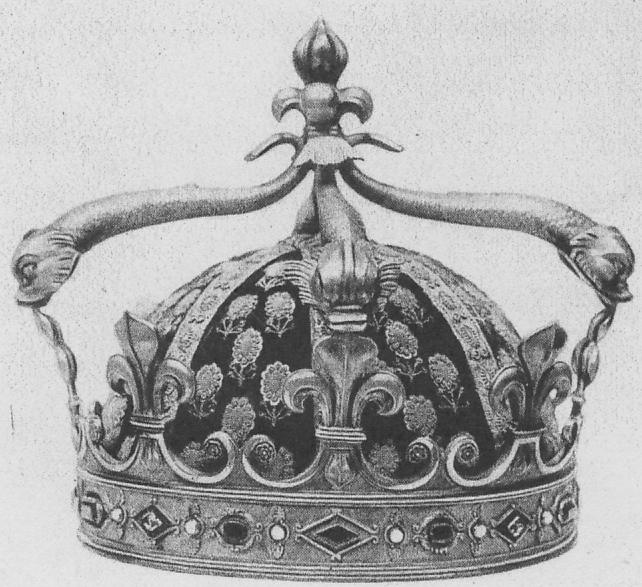
Krone des Dauphin Louis Antoine, getragen 1824 bei der Krönung Karls X.

Heraldische Rangkrone des Dauphin

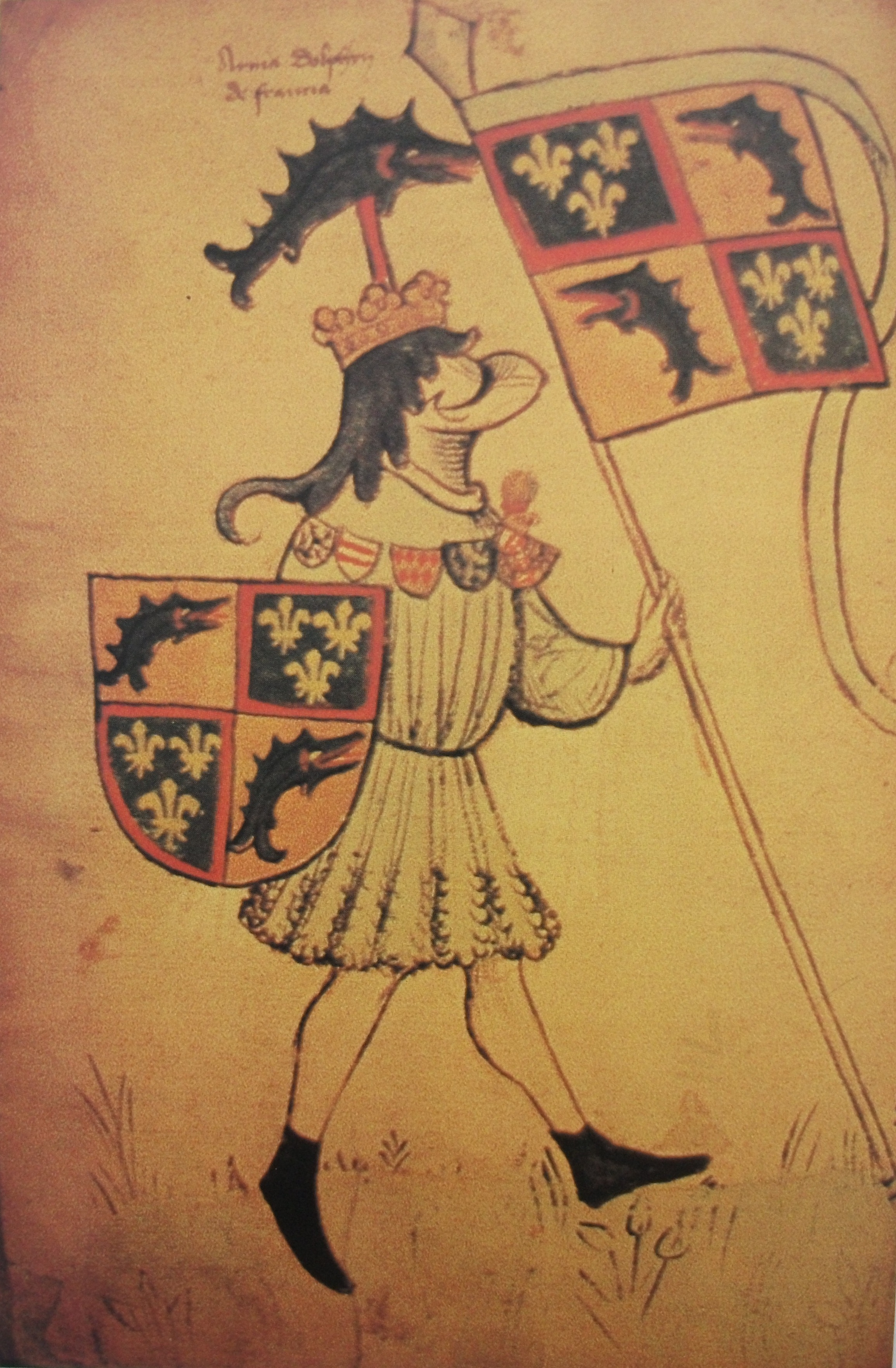
Der Dauphin und spätere französische König Ludwig XI. mit Delfin als Wappentier und Helmzier, um 1450 (Hyghalmen Schriftrolle, Heralds’ College Manuscript)

Dauphin hieß der jeweilige Thronerbe des Königs von Frankreich zur Zeit der Dynastien der Valois und der Bourbonen.
Der Titel „Dauphin“ (wörtlich: „Delfin“) geht auf den Beinamen des Grafen Guigues IV. von Albon († 1142) zurück, der sich selbst le Dauphin nannte. Unter seinen Nachkommen avancierte dieser Beiname zum Titel, der Delfin wurde ihr Wappentier und gab der Grafschaft Albon im Viennois schließlich den Namen „Dauphiné“ (wörtlich: „Delfinat“). 1349 wurde der kinderlose Dauphin Humbert II. Mönch und übergab sein Fürstentum der französischen Krone, d. h. König Philipp VI. Da die Dauphiné de jure zum Heiligen Römischen Reich gehörte und König Philipp kein Lehnsmann des römisch-deutschen Kaisers sein wollte, reichte er das Fürstentum samt dem Titel Dauphin weiter an seinen Enkel und künftigen Thronerben, den späteren König Karl V., der beides dann an seinen Sohn weitergab, den späteren Karl VI. Hiernach verfestigte sich diese Praxis, und nach der Mitte des 15. Jahrhunderts (die deutschen Kaiser hatten inzwischen ihre Ansprüche auf die Dauphiné aufgegeben) hieß der jeweilige französische Kronprinz der Dauphin, bzw. Dauphin de France (ähnlich wie der englische Kronprinz traditionell Prince of Wales oder der spanische Kronprinz Príncipe de Asturias heißen).
Der Titel stand nur Nachfahren des amtierenden Königs zu, nicht aber Thronerben, die ihm als jüngere Brüder nachfolgten oder aus Seitenlinien des Herrscherhauses auf den Thron kamen. Deshalb waren z. B. die bedeutenden Könige Franz I. oder Heinrich IV. nie Dauphins.
Der letzte französische Kronprinz, der offiziell le Dauphin genannt wurde, war Louis-Antoine de Bourbon, duc d’Angoulême (Ludwig XIX.). Er war Sohn von Karl X., der nach der Julirevolution von 1830 zurücktrat und auf den Thron verzichtete. Der jeweils älteste Sohn des französischen Thronprätendenten aus dem Hause Bourbon führte jedoch weiterhin den Titel, während des Zweiten Kaiserreichs und der Republiken, als Thronfolger-Prätendent.
Heutiger Träger des Prätendenten-Titels Dauphin de France ist Gaston Louis Antoine Marie d’Orléans (* 2009), ältester Sohn des Thronprätendenten und Chefs des Hauses Orléans, Jean d’Orléans, Graf von Paris (* 1965). Der jeweilige französische Thronprätendent verleiht bis heute innerhalb seiner Familie Herzogs- und Grafentitel, die von heutigen französischen Gerichten als reine Höflichkeitstitel bezeichnet, jedoch als solche auch verwendet werden.
Im heutigen Sprachgebrauch des Französischen ist das Wort „dauphin“ auch in einer anderen, allgemeineren Bedeutung gebräuchlich. Es bezeichnet den erwünschten oder designierten Nachfolger eines höheren Amtsträgers.